# Smithville (Ohio)
Smithville és una població dels Estats Units a l'estat d'Ohio. Segons el cens del 2000 tenia 1.333 habitants.

## Demografia
Segons el cens del 2000, Smithville tenia 1.333 habitants, 545 habitatges, i 395 famílies. La densitat de població era de 418,4 habitants per km².
Dels 545 habitatges en un 31,7% hi vivien nens de menys de 18 anys, en un 59,1% hi vivien parelles casades, en un 10,6% dones solteres, i en un 27,5% no eren unitats familiars. En el 26,8% dels habitatges hi vivien persones soles l'11,6% de les quals corresponia a persones de 65 anys o més que vivien soles. El nombre mitjà de persones vivint en cada habitatge era de 2,45 i el nombre mitjà de persones que vivien en cada família era de 2,93.
Per edats la població es repartia de la següent manera: un 25% tenia menys de 18 anys, un 8,3% entre 18 i 24, un 27,8% entre 25 i 44, un 22,1% de 45 a 60 i un 16,7% 65 anys o més.
L'edat mediana era de 38 anys. Per cada 100 dones de 18 o més anys hi havia 86,2 homes.
La renda mediana per habitatge era de 39.662 $ i la renda mediana per família de 47.109 $. Els homes tenien una renda mediana de 32.500 $ mentre que les dones 22.847 $. La renda per capita de la població era de 18.329 $. Aproximadament el 5,2% de les famílies i el 5,9% de la població estaven per davall del llindar de pobresa.

## Poblacions més properes
El següent diagrama mostra les poblacions més properes.